# غاريقون بوماني
غاريقون بوماني (الاسم العلمي: Agaricus bowmanii) هو نوع من الفطريات يتبع جنس الغاريقون من فصيلة الغاريقونية.